# Château de Dolmayrac
Le château de Dolmayrac est situé à Dolmayrac, dans le département de Lot-et-Garonne et la région Nouvelle-Aquitaine. 

## Histoire
Dolmayrac est citée comme castrum en 1271.
La tour de Dolmayrac est un vestige des remparts qui protégeaient la ville. Elle a été construite à la fin du XIIIe siècle ou au début du XIVe siècle, face au plateau, le point le plus faible de la défense du village. Les anciens remparts allaient de la tour au château situé à la pointe de l'éperon sur lequel est établi le village. Du château subsistent les vestiges de deux tours. Le château est déjà en ruines au XVIIIe siècle. 
Aux XVe et XVIe siècles la seigneurie de Dolmayrac appartenait à la famille de Montpezat avant de faire partie du duché d'Aiguillon.
Le cadastre de 1836 montre que des vestiges des remparts étaient encore présents contre la tour.
En 1856 la commune a projeté d'acheter la tour pour en faire la mairie. Elle est achetée en 1859. Des travaux d'aménagement sont adjugés en 1860. La porte d'entrée actuelle doit dater de ces travaux.
Le château a été inscrit au titre des monuments historiques en 1927,,.